# Ofensiva sobre Manbij
L'ofensiva sobre Manbij, també coneguda com a Operació Comandant i Màrtir Faysal Abu Layla, és una operació militar duta a terme per les Forces Democràtiques de Síria per capturar la ciutat de Manbij en mans de l'Estat Islàmic (EI), així com les altres àrees sota el seu control des d'Al-Bab a Herbel, al nord de la Governació d'Alep.
L'objectiu principal de l'ofensiva és tallar les darreres rutes de subministrament de l'Estat Islàmic provinents de fora de Síria a través de la frontera amb Turquia. Durant l'ofensiva, la coalició internacional dirigida pels Estats Units va realitzar fins a 55 bombardejos, donant suport als avenços de les SDF.

## Antecedents
A finals de desembre de 2015, les SDF van capturar la presa de Tishrin, travessar l'Eufrates, capturar la ciutat de Tishrin i altres àrees properes d'EI, pavimentant la manera per una ofensiva futura cap a Manbij.
Fins al 30 de març de 2016, la Força d'Aire dels Estats Units va realitzar fins a 25 bombardejos contra l'Estat Islàmic. El 2 d'abril, 6 no-faccions de les YPG de les Forces Democràtiques de Síria va formar el Consell Militar de Manbij per planejar la manera d'atacar Manbij. La majoria dels grups eren part de l'Exèrcit dels Revolucionaris del Batalló Sol del Nord, incloent-hi la Brigada dels Màrtirs de l'Eufrates, la Brigada Jund al-Haramayn i la Brigada Turcmana de Manbij.
El 3 d'abril, els EUA van demanar el suport de Turquia per l'ofensiva sobre Manbij. Turquia, com a contrapartida, va reclamar que les tribus àrabs sirianes que participaven en l'operació per alliberar Manbij havien de deixar les Forces Democràtiques Sirianes, integrades majoritàriament per les Unitats de Protecció Popular i les Unitats de Protecció de les Dones, i que els EUA havien d'augmentar el seu suport aeri ajudant els grups que recolza Turquia sobre el terreny.
El 4 d'abril, segons una font turca, un grup de l'exèrcit dels EUA i personal d'intel·ligència va viatjar a Turquia per treballar en un pla per alliberar Manbij. Turquia va negar-se a participar en l'ofensiva alegant la implicació de les YPG. Quan l'ofensiva va començar, el Washington Post va informar sota el titular de "Turquia ignora, els kurds recolzats per EUA lluiten contra ISIS dins Síria".
El 5 d'abril, un consell civil es va formar a la ciutat de Sarrin en el context multiètnic de la de facto Federació Autònoma del Nord de Síria – Rojava integrat per individus autòctones de Manbij, i que havien fugit quan EI va desplegar-se per la zona. El consell està format per àrabs, kurds, turcmans de Síria, circassians i va ser creat per administrar Manbij un cop fos alliberada. Quan, un cop començada l'ofensiva, els mitjans de comunicació internacionals es van començar a preocupar per les crítiques d'un suposat tracte discriminatori a les persones no kurdes, Sheikh Farouk al-Mashi, un membre àrab del parlament sirià, i copresident de l'ajuntament de Manbij, va sentenciar: "tinc un ID sirià, i els kurds tenen ID sirià. Deixeu que aquesta gent que parla en contra nostra a Turquia i Europa vingui aquí i lluiti contra l'EI [amb nosaltres]. Per què hi ha aquesta manipulació als mitjans amb suposats problemes entre àrabs i kurds?" I el seu company, també copresident, Salih Haji Mohammed va sentenciar: "En el nostre contracte social, diem que volem tenir relacions bones amb els països veïns com Turquia. Amb aquell país que no interfereixi a l'àrea de Manbij, tindrem bones relacions."
El 31 de maig, els EUA van anunciar que donarien suport ofensiu i enviarien tropes de suport a l'àrea. Un oficial dels Estats Units va declarar que "els lluitadors àrabs sirians serien els encarregats d'estabilitzar i assegurar un cop derrotat l'Estat Islàmic". El mateix dia que l'ofensiva va començar, l'Observatori Sirià per als Drets Humans va declarar que "la majoria dels lluitadors eren de la milícia Unitats de Protecció Popular (YPG)". No obstant això, l'endemà, el president turc Recep Tayyip Erdoğan va dir que al voltant de 3.000 lluitadors de les SDF s'unien a l'operació i que uns 2.500 eren àrabs, mentre que al voltant de 450 eren de les YPG. A més, dos portaveus de Coalició van reiterar que els lluitadors àrabs dirigien l'ofensiva, mentre les forces kurdes només en donaven suport, i un d'ells va insistir que els informes que suggerien que l'ofensiva era liderada per tropes kurdes no eren curoses. Un altre informe, d'activistes locals, declarava que un 60% de les forces d'atac eren àrabs de Manbij. Això també va ser confirmat per un comandant del Consell Militar de Manbij que va afirmar que sobre un 60% de les forces eren àrabs i un 40% kurdes, turcmanes i d'altres grups ètnics, mentre un militant de les SDF va sentenciava: "tenim àrabs i kurds, ningú sap quants exactament, tots treballem sota les forces SDF".

## L'ofensiva

### Les SDF alliberen la zona est
El mateix 31 de maig de 2016, les Forces Democràtiques de Síria van llançar l'ofensiva per a recuperar la regió d'Al-Shahba, amb l'assistència d'un petit contingent de les Forces Especials dels Estats Units amb operacions tàctiques i ajudant a planejar les actuacions al front.  Les SDF van capturar tres pobles i la muntanya Al-Gharra, localitzat al sud-est de la ciutat. Aquest avenç va situar les SDF i les YPG a 15 quilòmetres de Manbij. L'ofensiva va ser llançada des de dues direccions: des de l'àrea de presa de Tishrin i l'altra des de les ruïnes del pont Qara Qozak, proper Sarrin. Va ser informat, també, que les Forces Especials dels Estats Units van utilitzar un Vehicle Llençaponts Blindat (AVLB, per les seves sigles en anglès) sobre el mateix lloc on hi havia el ja destruït pont Qara Qozak i així ajudar les milícies a travessar el riu Eufrates. L'1 de juny, les SDF van capturar el Castell de Najam, a la costa oest del riu, des de Sarrin, enllaçant els dos fronts de Manbij. Aquests avenços gairebé doblaven el territori sota control de les SDF proper a Manbij des de l'inici de l'ofensiva, i va portar les SDF fins a 12 quilòmetres de la ciutat.
El 3 de juny, Abu Layla, un comandant del Consell Militar de Manbij, va ser greument ferit en els enfrontaments amb l'Estat Islàmic. Va haver de ser traslladat a Sulaymaniyya al Kurdistan Iraquià per sotmetre's a tractament, i, on va romandre-hi en situació crítica. Abu Layla va morir de les ferides dos dies després. És per això, que l'operació ha estat batejada amb el seu nom, per retra-li honor. D'ençà i durant tota aquella setmana, les SDF van capturar al voltant de 50 poblacions i uns 400 quilòmetres quadrats de terres en mans, fins llavors, de l'Estat Islàmic.

### Manbij completament rodejada
El 4 de juny, les SDF van capturar unes altres vuit poblacions, i van aconseguir tallar la carretera entre Manbij i Ar-Raqqà. L'endemà, dia 5 de juny, a ja cinc quilòmetres de Manbij van continuar els enfrontaments. Aquell mateix dia, les SDF van capturar el poble de Awn Dadat, al nord de Manbij, tallant la carretera entre Jarabulus i Manbij, Khirbat Hisan, Malla Saad i Safiya, totes al del nord de Manbij, matant dotzenes de militants d'EI. Seguint amb la llista de poblacions alliberades el dia 5, l'endemà, 6 de juny, van capturar més de 10 pobles properes Manbij, entre ells Kabir al-Kabir, localitzat a 5 quilòmetres al sud de Manbij, posant l'Estat Islàmic en estat d'alerta. A causa dels avenços de les SDF i el setge de Manbij, Daesh (Estat Islàmic) va veure's forçat a moure lluitadors de les posicions del front d'Azaz cap a Manbij, per tal de reforçar les seves posicions.
Seguint amb el 6 de juny, algunes fonts diuen que lluitadors d'EI van començar a fugir de Manbij amb les seves famílies, mentre d'altres milinants intentaven recuperar el control sobre Om Ezam i les seves proximitats. Al vespre, les lluitadors de les SDF es trobaven a dos quilòmetres del sud de Manbij. A més, dos dirigents d'EI van ser matats per bombardejos a Jarabulus: Abu Huzaifa Alordoni i Hasan Rimo.
El 7 de juny, les SDF van capturar sis poblacions més i algunes granges al voltant del pont Qara Qoqaz.
El 8 de juny, l'EI es va veure forçat a desplaçar alguns contingents de guerrillers des del front d'Alep, on lluiten contre les milicies rebels recolzades per Turquia, fins a la zona Manbij on les SDF van capturar dos pobles més. Aquell mateix matí, les forces rebels van aprofitar aquests moviments per llençar per sorpresa atacs simultanis des de Mare' i Azaz per empènyer EI enrere. 
El 9 de juny, les SDF van intentar completar el seu setge sobre Manbij, avançant des dels fronts oriental, nord i sud, capturant diversos pobles. Cap al final del mateix dia, les forces kurdes van aconseguir tallar la carretera que enllaça Manbij i Alep, la via més important que surt de la ciutat. Segons el SOHR, 49 militants d'ISIL i un lluitador kurd van morir durant l'ofensiva. Les SDF van informar que l'emir de Manbij, Osama al-Tunisi, era entre els morts gihadistes, justificant-se amb imatges del seu cadàver. Segons les SDF i activistes locals, Osama havia intentat fugir de la ciutat d'Al-Bab amb la seva família i guardaespatlles. Finalment, tots ells van morir degut als atacs amb artilleria. No obstant això, les forces de Daesh van llançar petita ofensiva al sud de Manbij recuperat algunes poblacions.
El 10 de juny, Manbij va ser completament encerclada, amb totes les rutes que es dirigeixen a Manbij tallades, deixant atrapats uns dos mil gihadistes i uns quants milers de civils. De la mateixa manera que van aconseguir tancar el setge, les SDF van continuar avançant cap a l'oest de Manbij, arribant a 17 quilòmetres d'Al-Bab.
L'endemà les forces kurdes van seguir avançar, atacant el poble de Um Mayyal, el qual va servir com seu d'Estat Islàmic per controlar la zona de l'oest de Manbij. Durant el transcurs per alliberar-la, Dahham al-Hussein, emir gihadista i comandant, va morir i les tropes kurdes van aconseguir controlar la ciutat. Entre el 12 i 13 juny, un contraatac islamista va aconseguir recapturar fins a sis poblacions del voltant de Manbij.
Fins al 14 juny, les SDF havien ja alliberat 105 pobles i granges, mentre intensos bombardejoses realitzaven en les proximitats del nord i l'est, de la ciutat, per preparar-se per un eventual assalt. Seguint un informe per l'Observatori Sirià per als Drets Humans, el govern sirià va condemnar la presència de franceses i alemanyes en territori sirià. Mentre el ministre de defensa francès havia anunciat que les seves forces especials ajudarien les SDF alliberar Manbij, un portaveu del ministeri d'exteriors alemany va declarar que era una falsa acusació i sentencià que no hi havia cap força especial alemanya sobre el terreny.
El 15 de juny, els gihadistes van intentar una nova contraofensiva des de la ciutat, recapturant dos pobles propers. L'endemà, les forces kurdes no només van ser capaces de revertir els guanys islamistes, si no que també van alliberar dues poblacions properes a Manbij, Tal Rafi'i i Yaleeni, després de durs combats amb l'EI. Tropes de les SDF també van avançar a Manbij, capturant el districte d'Hatabat. Durant els combats, el cap de la policia Hisba, Abu al-Hayjaa, va caure mort.
El 17 de juny, va haver-hi durs enfrontaments a l'entrada oest, mentre continuaven, les forces kurdes, avançant per poblacions als afores de la ciutat. Segons comandants de les SDF, alguns gihadisten van ser capturats després d'ésser reconeguts mentre anaven amb vestits de dona intentant de fugir la ciutat. Durant aquell mateix dia, es comptabilitzen fins a 26 morts per part de les forces islamistes. Allí mateix, diverses tribus àrabs de la regió de Shahba van unir-se a les SDF després d'una reunió secreta.

### Batalles dins de Manbij
El 18 de juny, forces de les SDF van aconseguir entrar per la zona oest de Manbij, arribant a situar-se a dos quilòmetres del centre de la ciutat, arribant a assegurar, l'endemà, la carretera Al-Kitab. Pel que es refereix als combats fora de la ciutat, aquests es van lliurar a Yasta i Eyn En-Nexîl al nord-est de la ciutat. Ambdues van ser finalment alliberades després de forts enfrontaments, obligant als gihadistes a retirarse de les últimes zones dels afores de Manbij. Un comandant de les SDF va informar llavors que tots els pobles del voltant de Manbij havien estat alliberats, i que la dura situació que patien els gihadistes dins la ciutat, va portar a alguns emirs a intentar subornar-los per deixar-los fuigir de la ciutat. Durant els combats prop de al-Kawkali i al-Arima, algunes fonts indiquen que a causa de la situació de les forces islamistes es van cridadar a files més de 200 persones de la zona de manera forçosa.
L'endemà, la coalició internacional liderada pels Estats Units va intensificar els bombardejos sobre la zona per tal d'assistir les SDF, arribant a matar Abu Hamza al-Ansari, un altre comandant islamista. Malgrat les seves pèrdues, l'EI va continuar defensant les seves posicions en Manbij agresivament.
Al matí del 20 juny, contingents inslamistes van atacar les SDF sortint d'al-Bab, Jarabulus i Arima en un intent de trencar el setge de Manbij. Els enfrontaments van continuar fins a la tarda, i Daesh va aconseguir recuperar tres pobles abans de ser expulsats altra vegada Ambdós grups van patir grans baixes, amb uns 28 lluitadors pel costat kurd i fins a 140 gihadistes. Com a resultat dels avenços dels últims dies, Estat Islàmic va iniciar arrestos en massa de civils kurds dins moltes ciutats i pobles del nord Alep. Alguns activistes van expressar la por estesa perquè aquests detinguts van ser utilitzats com a escuts humans. Dins dues poblacions, els locals van arribar a rebel·lar-se contra militants islamistes quan van intentar segrestar algunes dones. El enfrontaments van deixar sis civils morts.

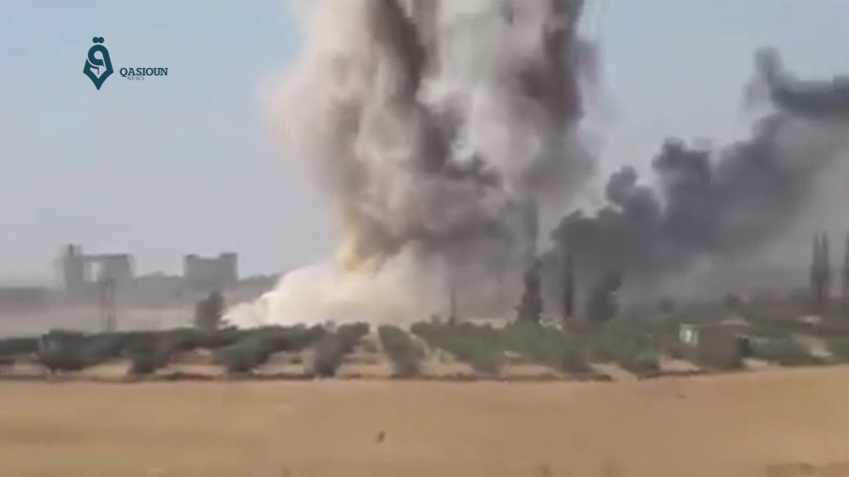
Explosió prop dels graners, al sud de Manbij, el 15 de juny

El 21 de juny, les SDF van entrar a la ciutat de Manbij des del nord-oest i el sud. Amb algunes zones de l'oest de la ciutat de Manbij sota control, les forces kurdes van obrir un corredor humanitari entre la ciutat i les zones de camp sota el seu control per tal d'ajudar a fugir als civils.
L'endemà, les SDF van entrar al graner de Manbij, un dels llocs més important de la ciutat per l'EI. Segons oficials dels EUA, malgrat les forces baixes gihadistes a Manbij, l'EI no va mostrar signes de debilitat i s'esperava una lluita molt agresiva per part seva dins la ciutat.
El 23 de juny, mentre hi hi havia forts enfrontaments als afores, les SDF van seguir avançat dins la ciutat. Les forces kurdes van entrar al perímetre sud de la ciutat resultant en una lluita carrer per carrer. Dos lluitadors de les SDF van morir a causa d'un dispositiu explosiu. al-Masdar News va calcular que centenars de contingents islamistes encara eren dins la ciutat, "encoratjant a molts locals a immolar-se". A més, el nombre de civils segrestats al nord d'Alep va augmentar fins a 900.
El 24 de juny, el graner de Manbij a l'entrada sud a la ciutat, finalment va passar control de les SDF. A més, també van capturar granges d'Akhdar al sud de la ciutat, així com el local Escola Sharia al suburbi oest, el qual l'Estat Islàmic havia utilitzat com a camp d'entrenament.
L'endemà, els avenços de les forces kurdes van incloure dures batalles a l'entrada nord, als suburbis de l'oest sota control de les SDF i al sud als graners de Manbij en direcció al centre de la ciutat. Només a les portes de la ciutat per la banda de l'est les defenses gihadistes encaraven amb èxit la defensa davant les SDF que no aconseguien entrar a les zones construïdes. Durant els enfrontaments a l'oest de Manbij, el voluntari turc aleví militant de MLKP Sevda Çağdaş va morir lluitant els islamistes. Aquell mateix dia, les YPG va acusar l'Exèrcit turc d'haver atacat les poblacions de l'oest de Kobanî per tal de donar suport una batuda de l'Estat Islàmic per creuar l'Euphrates. L'atac, però, va ser rebutjat.
El 26 de juny, va haver-hi grans avenços de les SDF cap al centre de ciutat des de totes les direccions, particularment forst els xocs entre ambdues forces al nord de la ciutat. Per primer cop les SDF van aconseguir entrar a la zona construïda de l'est. On més beneficis van obtenir va ser a l'oest i al sud, on per primera vegada van aconseguir penetrar al centre de la ciutat. Així mateix, com el dia anterior, les YPG també va reportar que l'Exèrcit turc havia atacat les seves posicions en el del cantó de Kobanî donant suport a les forces islamistes.
L'endemà, les SDF van progressar de manera important a Manbij, capturant els barris d'Al-Hawatimah i Al-Haram al nord i Al-Hawani al sud-oest. Pel que fa a l'àrea del sud de la ciutat, les SDF van afirmar haver trencat les línies arribant a situar-se a un quilòmetre del mercat principal.
El matí del 28 juny, lluitadors gihadistes van llançar un contraatac des de Jarablus, intentant trencar les defenses kurdes al front nord. Després de tres hores de lluita a Qirat, l'atac va ser repel·lit. Més tard, lluitadors de les SDF van entrar al Departament de Transport de Manbij, que va ser netejat de combatents islamistes durant la mateixa nit. Les SDF també van agafar el control d'algunes zones del districte Hazawna.
L'endemà, va haver-hi enfrontaments especialment forts al nord i sud de Manbij, amb intents per part de les SDF de prendre el control sobre Al-Matahin, que els permetia avançar cap al centre de ciutat. Mentrestant, els progressos els progressos als fronts occidental i oriental de Manbij es van alentir per la gran quantitat de mines que l'Estat Islàmic va plantar.
El 30 de juny, les SDF van alliberar un enclavament important al sud de la ciutat, tot i que els avenços es van veure alentits per la gran quantitat de mines a la zona. A més a més, els islamistes havien cavat túnels que utilitzaven per aparèixer per sorpresa alentinnt més encara les milícies kurdes. No obstant això, van aconseguir alliberar el barri Al-Asadiyê, on se situava la casa d'Abu Layla, que els permetia seguir avançant cap al centre de la ciutat.
El mateix dia 30, les forces kurdes van trobar grans piles de propaganda, mapes i telèfons mòbils durant l'ofensiva. Els més de 10.000 documents també incloien llibres de text, ordinadors portàtils, i dispositius d'emmagatzematge digital. “L'explotació d'aquesta informació s'està realitzant per a intentar entendre xarxes i tècniques [d'Estat Islàmic], incloent els sistemes [utilitzat] per dirigir els fluxos de combatens estrangers a Síria i Iraq.”, va informar el portaveu de la coalició anti-Estat Islàmic, el coronel Chris Garver.

### Contraofensiva d'Estat Islàmic
A les portes de juliol, el dia 1, les forces d'EI van llençar una contra ofensiva per intentar trencar el setge i poder evacuar als combatents que hi havia dins la ciutat. Els atacs van provenir de tots els fronts, però els xocs més importants van tenir lloc a la població de Dadat, al front nord. Les forces kurdes van poder contenir l'atac, però l'endemà, el dia 2, en un nou intent islamista, finalment  van aconseguir capturar-la. Al mateix temps, els gihadistes de dins la ciutat van llençar un atac on van aconseguir capturar el barri de Jelawi al nord i la població de Khataf a l'est.
El 3 de juliol, va haver-hi informacions contradictòries segons diferents fonts. ANF News va informar que les SDF van aturar els atacs d'EI a tots els fronts, mentre que al-Masdar News va reportar que amb els atacs al front sud van aconseguir capturar dues muntanyes i set poblacions. SOHR va informar simplement enfrontaments molt durs amb moltes baixes per ambdós bàndols. El portaveu oficial de les SDF, Shervan Derwish, va publicar al seu perfil de Facebook que les forces del CMM van mantenir enfrontaments a tres fronts de la ciutat, amb combatents islamistes fugin de l'àrea. Pel que fa a les SDF, van informar de guanys sobre el terreny amb gran dificultat perquè l'EI va estar utilitzant civils com escuts humans. Finalment, Reuters, basant-se amb fonts de SOHR, tots els atacs llençats sobre les forces kurdo-àrabs que es van realitzar entre els dies 3 i ben entrat el 4, van ser rebutjats sense cap guany ni pèrdua  territorial per part de les SDF.
El dia 4, segons informa SOHR, el dia 4 de juliol, l'EI va aconseguir avançar sobre el territori tot i que aquests avenços no van ésser estratègicament rellevants, al no aconseguir, com pretenien, obrir un corredor fins a la zona assetjada dins la ciutat de Manbij. Per altra banda, Farsnews va informar que les SDF van capturar altra vegada les poblacions que havien perdut dies anteriors. Segons l'opinió d'un comandant de les SDF, les forces gihadistes mostraven certa desesperació, ja que no van aconseguir arribar  als combatents que tenien dins la ciutat, on la situació els començava a ser extremadament dolenta.
L'endemà, l'EI va publicar un vídeo on va mostrava les imatges del germà d'Abu Layla, Yousif Abdo Sa'don, capturat i retingut com a presoner. Al vídeo, amb clars signes de tortura, l'oficial s'inculpava d'haver treballat pel Batalló del Sol del Nord i afirmava que les SDF havien patit grans baixes durant els últims enfrontaments. Les forces kurdes van confirmar la detenció, però van alegar que només era un civil. Durant el mateix dia, i per reprendre els grans avenços dels dies anteriors, les SDF van demanar recolzament als seus companys de Kobanî, Al-Hasakah i Qamixli.
Durant el transcurs de la nit del 5 al 6 de juliol, l'EI va llençar una contraofensiva per a capturar l'encreuament d'Al-Sherîa que, després de hores de forts combats, les forces kurdo-àrabs van aconseguir frenar. L'organització SHOR va informar també que aquell mateix dia va haver-hi forts enfrontaments a la població de Mankubah als afores de Manbij.

### Batalles al centre de la ciutat
El dia 7 de juliol, l'aliança kurdo àrab va aconseguir penetrar fins a quedar-se a un quilòmetre del centre de la ciutat i capturar, a més a més, els barris del sud oest de la mateixa.
Durant els enfrontaments del dia 9, les forces islamistes van atacar la ciutat de Dadat, mentre els combats dins la ciutat seguien sobretat al barri de al-Hezwania, on les SDF van reclamar fins al 85% del control.  Abu Khalid al-Tunisi, emir de Manbij i combatent de l'EI, va morir en combat i va ser reemplaçat per  Abu Omaar al-Muhajiri com a comandant local el mateix dia. Durant el mateix dia, l'oficial de seguretat d'EI de la ciutat, Safi Yahiya Rajab, va morir durant els enfrontaments al barri  al-Hezwania.
Durant els dies 10 i 11, va haver-hi forts enfrontaments al barri Sab’ Bahrat així com la zona de l'hospital nacional (Watanî). Durant els enfrontaments el comandant islamista de l'oest de Manbij,  Abu Suheyl El-Maarawî, va morir durant un bombardeig del  CJTF–OIR. L'EI també va llençar una contraofensiva al riu Sajur, a l'oest de Dadat, que les SDF van aconseguir frenar.
El dia 12 de juliol van continuar els enfrontaments al barri de Sab' Bahrat sense moviment aparent, al mateix temps, al barri de Shariat, a l'oest de Manbij, també es van succeir forts enfrontaments, les SDF van assetjar l'hospital d'aquest barri, i també van aconseguir prendre el control de l'Escola de la Sharia i destruir dos cotxes bomba de l'EI.
Durant els enfrontaments del dia 13 de juliol les forces islamistes van patir 40 baixes, 15 al voltant del setge de l'Hospital Nacional a l'oest de Manbij i 25 al barri d'Al-Hazwana. Les SDF també van aconseguir entrar al barri d'Al-Adiyat al sud de Manbij i a dia 13 de juliol, aproximadament un 60% de la ciutat encara és controlada per l'EI, on manté totalment el control de la part est de la ciutat, i parcialment la part nord. El 14 de juliol es van donar forts enfrontaments, per primer cop, al centre de la ciutat, entre les SDF i l'EI. Els anteriors enfrontaments s'havien donat als suburbis de Manbij amb un suport intens de l'aviació nord-americana. Mentrestant, aquesta aviació va destruir 16 posicions estratègiques de l'EI a la ciutat.
El 15 de juliol es reportaven grans enfrontaments a la zona de Della, al nord-oest de la ciutat, les SDF continuava l'atac a l'Hospital Nacional i aconseguia alliberar-lo, la coalició internacional va seguir amb els seus bombardejos, destruint nombrosos ponts perquè l'EI no pogués aconseguir reforços.
El dia 17 van continuar els enfrontaments als voltants de l'hospital. Això no va impedir, però, que les SDF aconseguissin apropar-se a la mesquita Al-Aqsa. Segons les fonts sobre el terreny, un contingent de franctiradors d'elit van arribar a la zona per a donar suport als tropes sobre el terreny, causant diverses baixes a les files islamistes. Heval Agir, combatent de les YPG de nacionalitat estatunidenca, va morir aquest mateix dia. La coalició internacional també va realitzar fins a onze bombardejos als voltants de la ciutat de Manbij, destruint fins a vint-i-dues posicions islamistes i sis unitats tàctiques dels mateixos. A més a més, es van reportar altres bombardejos a la població d'Abu Kamal destruint dos pous de petroli.
El dia 18, l'EI va realitzar una contraofensiva a zones rurals dels voltants que no va tenir èxit. Finalment, van acabar morint fins a 102 combatents islamistes i les forces kurdo-àrabs van aconseguir destruir diferent arsenal així com capturar-ne d'altre. Mustafa Muhammad, reporter de Rohani, finalment va morir a l'hospital de Qamishlo, després de trepitjar una mina antipersona mentre treballava a la plaça Saba’ Bahrat recentment alliberada pel Consell Militar de Manbij.
Dimarts dia 19, des de diversos mitjans d'arreu del món, es va informar de la mort de 117 civils (73 dels quals van poder ser identificats) a mans dels bombardejos de la coalició internacional a la población de Tokkhar, cosa que neguen les SDF. Molts d'aquests morts no poden portar-se a cementiris ni crematoris i és per això que la gent els incinera al jardí o manté els cossos a casa. A més a més, fins a un total de 70.000 civils, es troben entre ambdós fronts, amb tot el risc que això comporta.
Pel que fa als combats sobre el terreny, l'EI va reclamar la captura de la muntanya Al-Aqra i les poblacions Umm Al-Sirraj i Qarah Saghirah. Els avenços de les SDF van veure's arrelentits, tal com va confirmar el CETCOM, degut al gran nombre d'explosius sobre el tarreny, així com la utilització d'escuts humans per part de les forces islamistes.
El 20 de juliol, les SDF van emetre un comunicat on donaven 48 hores als militants islamistes per marxar de la ciutat, amb la possibilitat d'emportar-se les armes de petit calibre a més a més d'acceptar la mort de diversos civils pels bombardejos del dia anterior, tot i que negaven el nombre tant elevat que informava la premsa. Durant els enfrontaments, les forces kurdes van aconseguir dividir en dues parts les forces islamistes, una de les quals als voltants de la presó de Tetbekat i van assegurar també el barri recentment alliberat de Bustan Al Hadad.
El dia 21 de juliol, l'enemà de la missiva de les forces kurdo-àrabs, Sherfan Darwish, comandant de les SDF, va informar que l'EI van declinar l'oferta i com a resposta a la negativa, la coalició internacional va realitzar fins a 20 bombardejos a la ciutat. Els combats durant aquest mateix dia es van intensificar de manera notable, amb atacs constants de les forces islamistes.
Divendres dia 22 de juliol, SHOR va informar que els combats i s'intensificaven cada vegada més. Tot i les dificultats, fins a 200 civils, uns 120 segons d'altres, van aconseguir sortir de la zona controlada per l'EI, que es trobava plena de mines antipersones per impedir o alentir tant els civils com a les forces kurdo-àrabs. Durant els enfrontaments, 8 militants gihadistes van morir.
El dia 23, els combats van seguir el seu curs, amb un total de 26 morts islamistes al barri de Banawi. Així mateix, la coalició internacional va afirmar que les SDF ja tenien el control de més del 50% de la ciutat i van reiterar la utilització de civils a les línies de foc per part de l'EI, per tal d'intentar atribuir al SAC, brigada que forma part de les SDF, morts de civils.
El dia 24 de juliol, les forces kurdo-àrabs van denunciar que van poder capturar un arsenal d'armes de l'EI procedents de Turquia.
Durant la nit del 24 al 25, les forces islamistes van intentar trencar el setge amb forts atacs a les diferents línies del front, amb el resultat de 24 gihadistes morts i gran quantitat d'armament capturat novament per les SDF. El dia 25, un reporter d'AHNA va denunciar i poder captar amb la seva càmera com alguns milicians islamistes es camuflaven entre els civils, a casa seva, com els detenien i utilitzaven com a escuts humans, una altra vegada, al front.
Degut a l'empitjorament de les condicions dins la ciutat, el 55è dia d'enfrontaments a la ciutat, el Consell Militar de Manbij va emetre un comunicat en que demaneven la creació de correros humans perquè poguessin sortir de la ciutat amb seguretat els civils, així com els militants islamistes que ho desitgessin i fins i tot oferint-se a deixar en llibertat els detinguts perquè marxessin a les zones controlades pel califa, independentment del càrrec pel qual estaven detinguts.
Durant el 57è dia d'enfrontaments a la ciutat, el 27 de juliol, les SDF van seguir progressant al barri de Kijli, al centre de Manbij, a l'oest i al nord de la ciutat també van continuar els enfrontaments i van resultar morts 6 islamistes en ambdós fronts. Al mateix temps el Consell Militar de Manbij va rescatar 750 civils que eren atrapats al centre de la ciutat. El 28 de juliol els enfrontaments al centre de la ciutat van continuar, especialment al barri d'Al-Kalci, on els islamistes van contraatacar als combatents del Consell Militar de Manbij i van caure abatuts 13 d'aquests islamistes.

### Segona contraofensiva d'EI

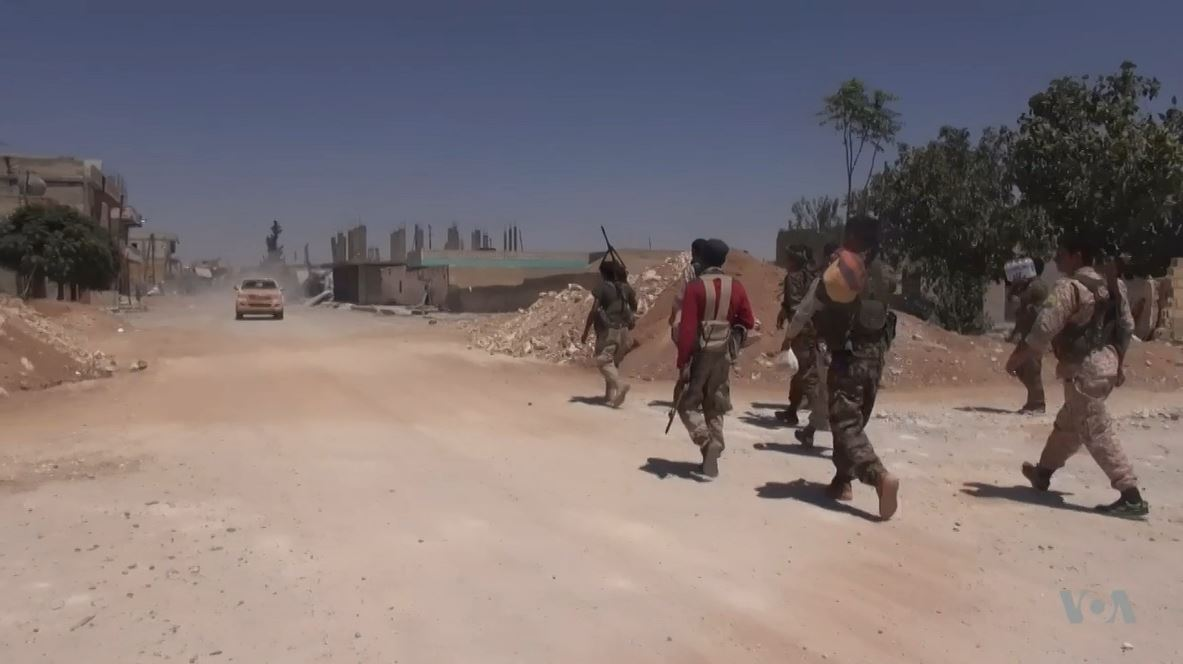
Combatents de les Forces Democràtiques de Síria avancen dins de la ciutat, el 29 de juliol

Entre els dies 28 i 29 de juliol, l'EI va llençar una forta contraofensiva sobre les poblacions a l'oest de Manbij. Durant el transcurs dels enfrontaments, les forces islamistes van aconseguir controlar Yalanli, Qatwyran (Qurt Wiran), Qart, Al-Buwyr (on, segons fonts locals, van executar 24 civils), Al-Jamousyah, i Al-Dandaniyah. A més a més, l'agència de notícies Amaq, va afirmar que els guhadistes van també fer retrocedir les forces kurdo-àrabs al barri Bannawia a la ciutat de Manbij. Per contra, aquestes afirmacions van ser posades en dubte per ANHA, agència pro kurda.
Per altra banda, fonts locals també van informar avenços del CMM al barri de Kijli al centre de la ciutat, i, allà mateix, van ajudar a escapar de les tropes islamistes a més de mil civils. Tanmateix, es van reportar entrontaments al front del nord de la ciutat assatjada concretament a Bozgich i Misherfat.

### Represa de l'ofensiva de les SDF
El dia 31 de juliol, les forces islamistes van conptinuar els seus atacs a les poblacions que rodejen la ciutat, com ara Adasa. Per contra, però, les forces kurdo-àrabs van alliberar els barris d'Al-Na’imi, Mestosaf, la carretera Al-Jazeera i l'escola Ghasania. Fins llavors, les dades referents al territori controlat per cadascun dels bàndols eren divergents. Mentre SOHR informava que al voltant d'un 40% de la població es trobava alliberada, Reuters va informar que prop del 70% era a mans del CMM, deixant com a darrer bastió gihadista algunes zones de la ciutat vella i dels barris del sud de Manbij i amb uns 50.000 civils desplaçats d'aquestes zones. Aquesta informació va ser contrastada l'endemà per Al-Jazeera i afegia que durant la nit de diumenge, fins a 2.400 civils van aconseguir escapar de les zones controlades pels islamistes. A més a més, ANHA va informar que diferents persones van començar a entrenar-se per a afegir-se a les files kurdo-àrabs.
El dia 1 d'agost, durant el 62è dia de setge, les SDF van aconseguir alliberar la població de Jib Nashama, al sud de la ciutat. Aquest mateix dia, l'alcalde de la ciutat alliberada, va demanar a través de diferents mitjans de comunicació, ajuda a nivell internacional a causa de la manca de productes de primera necessitat per a la població, tot agraïnt a les forces pro-kurdes l'ajuda que els donaven tot i els pocs mitjans econòmics en que tothom es trobava.
Durants els enfrontaments del dia 2 d'agost, fins a 28 militants gihadistes van caure morts per les forces del CMM. Aquest mateix dia, el CMM va informar que les forces kurdo-àrabs portaven alliberat més d'un 80% de la ciutat, amb petits contingents dispersos per la mateixa i més de 50.000 civils alliberats.
El dia 3 d'agost, van seguir els enfrontaments a la carretera de Jazira, on el CMM va intentar trencar les línies de defensa islamistes des del sud i el nord i forçar-los a recular cap al centre de la ciutat. Pel que fa als islamistes rodejats a la presó de Tetbekat, seguien essent pressionats. Durant els durs enfrontaments del setge d'aquest mateix dia, dos voluntaris internacionalistes van caure morts: Dayan Carl Evans, ciutadà britànic, i Martin Krodan, un ciutadà eslovè.
Abdul Aziz Al-Ahmad Hamdeya, el pare del Comandant en cap del Consell Militar de Manbij, va assegurar el dia 3 que els civils que quedaven dins estaven essent desposseïts de les seves pertinences per part de l'Estat Islàmic en el cas que no els donessin les reserves de menjar de la família. En cas de negar-s'hi, les seves cases podien ser demolides així com ells castigats amb contundència o morts.

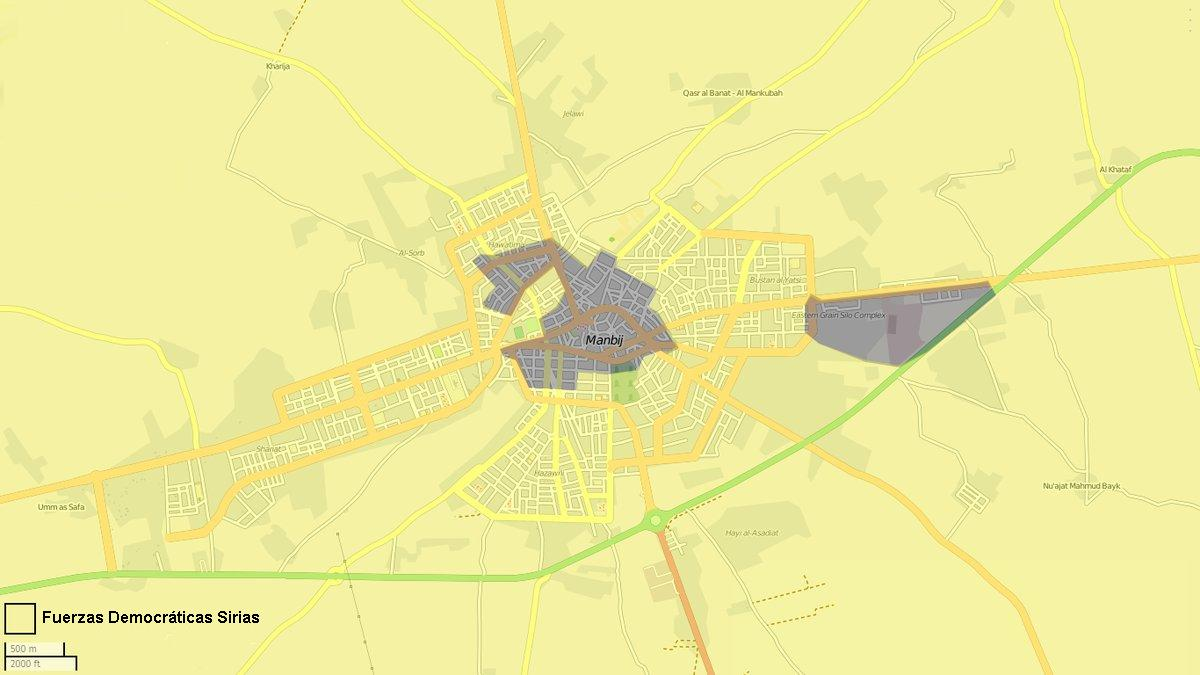
Situació a la ciutat de Manbij el 5 d'agost

El dia 5 d'agost, els enfrontaments van seguir dins i fora la ciutat, amb la captura per part de les SDF de la població de Mankuba, a més a més del mercat al-Hal, l'escola al-Thor i els barris de Sinaa i al-Tal dins la ciutat.
El mateix dia 5, segons reportes que es troben sobre el terreny, van informar que la ciutat havia estat alliberada en un 90%. La situació dels islamistes es va complicar quan les forces kurdo-àrabs van aconseguir dividir-los en dos. Finalment, només la zona més cèntrica de la ciutat era a mans islamistes.
El dia 6, portaveus de les SDF van informar que els combats seguien i anava escalant la violència a mesura que les forces gihadistes es veien acorralades. Entre 150 i 200 combatents es trobaven acorralats dins el centre de Manbij i es va calcular, durant el matí, que en 24 ó 48 hores, la ciutat podia estar completament alliberada.
El dia 7, les SDF van alliberar el mercat central, i els barris del Bazaar i Sheikh Eqîl. En altres parts de la ciutat, els enfrontaments van seguir el seu transcurs amb diversos civils utilitzats com a escuts humans per part dels islamistes, resultant 15 membres d'EI morts. Les SDF, per altra banda, van desplegar forces aliades especialitzades en desactivació de mines, ja que les forces atrapades al centre de la ciutat van minar la zona en quantitats importants per evitar l'avenç kurdo-àrab. A més a més, es van trobar túnels cavats per tal que els gihadistes s'amaguessin durant els bombardejos de la coalició internacional.
El dia 8 d'agost, com que els gihadistes havien pres coma ostatges a centenars de civils cap a la petita zona que controlaven, les SDF va oferir una altra vegada una nova treva si deixaven lliures tots els civils. Aquest mateix dia, les forces kurdes YPG van anunciar la mort d'un altre militant internacionalista, l'egipci Badin al-Imam, mort durant els durs enfrontments a la ciutat.
Per altra banda, a la ciutat d'Abu Abrus es van reunir més de 60 cap tribals àrabs, juntament amb les SDF i el Consell Civil de Manbij (CCM) per a tractar com s'organitzaria la ciutat i rodalia després de fer fora per complet l'EI. Pel que fa al CCM va mostrar la seva voluntat d'unir-se per complert a Rojava, tot i que es deixava oberta la porta per debatre si es preferia una administració pròpia o esdevenir completament independents de la federació del nord de Síria. Un oficial de les SDF, va sentenciar: "volem que tothom participi de l'administració de la ciutat, estiguin a favor nostra o no". Per la seva banda, SOHR va carregar, com ja s'havia fet altres vegades des de mitjans àrabs, que les SDF estaven desplaçant forçosament els civils cap a les zones rurals de Manbij, en comptes de deixar-los anar a casa seva. La resposta a aquestes greus acusacions no van trigar en aparèixer, i un oficial de les SDF va afirmar que encara hi havia zones molt vulnerables i que si els civils retornessin a casa seva, com alguns demanaven, podrien arribar a morir, ja que feia massa pocs dies que havia estat alliberada i la zona calia ser examinada i netejada de mines i altres artefactes potencialment perillosos.
El dia 9 d'agost, les zones en mans dels islamistes eren el Centre Cultural, l'Hospital Emel, un hotel, una oficina postal, el mercat Al-Mûxeta, els barris d'Al-Serab i Al-Cura, l'escolta d'Agricultura i la carretera Jarablus, on els combats s'encaraven amb molta violència. Així mateix, aquest mateix dia la presó de Tatbekat va ser alliberada i segons Al-Masdar News, es calculava que hi havia uns 100 gihadistes dins el territori ja esmentat amb les seves famílies, la majoria dels quals eren franctiradors, i uns 1.000 civils. Durant la nit, una petita contraofensiva al nord, va intentar trencar el setge, arribant a quedar-se a 7 quilòmetres del centre de la ciutat segons algunes fonts, però aquest atac va ser repelit per les forces kurdo-àrabs, amb la mort de 40 islamistes.
El dia 10 i 11, els enfrontaments van seguir el seu transcurs, mentre s'esperava l'ofensiva final al centre de la ciutat per tal de fer fora les forces gihadistes. Els esforços es van centrar principalment en reduir al màxim les baixes civils que eren en mans d'Estat Islàmic, tant ajudant a escapar els que ho aconseguien com netejant les zones recentment alliberades plenes de mines. Així doncs, entre els dies 10 i 11 s'aconsegueixen alliberar centenars de civils. El mateix dia 11 es va conèixer també la notícia d'un altre combatent internacionalista caigut a la ciutat, l'americà Jordan MacTaggart.

### Assalt final
El dia 12 al matí, comandants dels Estats Units van afirmar que aquell mateix dia es duria a terme l'ofensiva final per alliberar la ciutat. El mateix dia a mitja tarda, van començar a aparèixer les primeres notícies referents al complert alliberament de la ciutat, amb centenars de civils alliberats dels diferents enclavaments on encara es trobaven els islamistes, sobretot al barri d'Al-Sirb. Exactament a les 17:05 hores de la tarda, s'emetia un comunicat informant-ne.

## Continuació de l'ofensiva a les zones rurals
El 15 d'agost, el CMM va informar que l'ofensiva a les zones rurals encara no havia acabat I que seguirien les operacions al sud i al nord de la ciutat. L'endemà, les SDF van aconseguir alliberar tres poblacions al sud-est de la ciutat, apropant-se a Arima.
El 18 d'agost, SOHR informava que les SDF van aconseguir el control de diverses poblacions al nord de la ciutat, encarant una possible ofensiva sobre la ciutat de Jarablus, a pocs quilòmetres de les línies del front.

## Resultat del setge

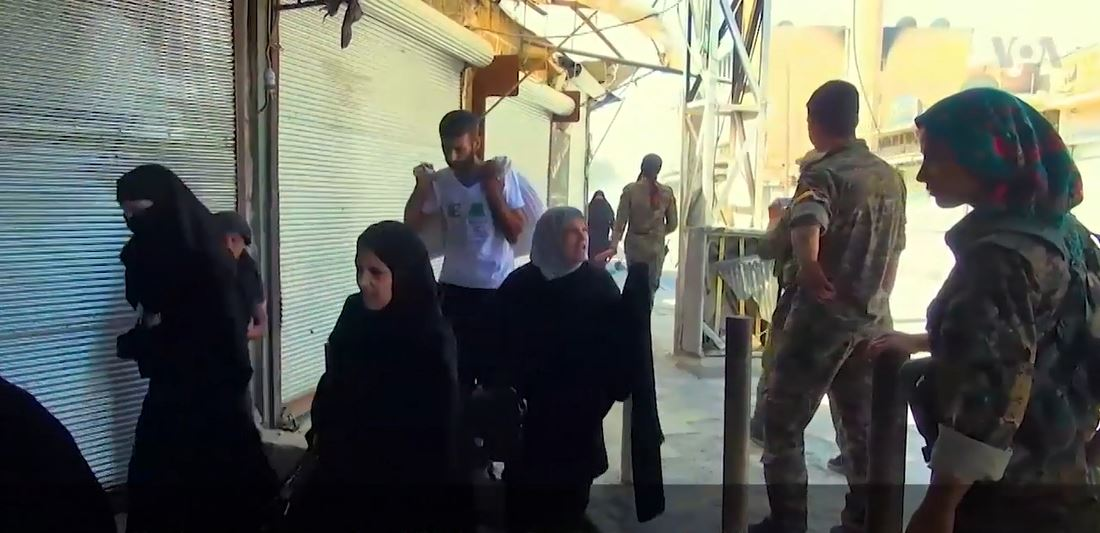
Combatents de les Forces Democràtiques de Síria amb civils alliberats després de ser ostatge de militants de l'EI, el 14 d'agost

Els darrers contingents islamistes dins la ciutat, després de 73 dies de setge, van decidir capitular i deixar enrere la ciutat. Es calcula que més de 500 cotxes carregats amb els aproximadament 100 combatents que quedaven dins la ciutat van fugir direcció Jarablus. Dins d'aquest mig miler de vehicles, també es calcula que van prendre com a ostatges uns 2.000 civils que restaven als barris on es concentraven, sota amenaça d'assassinar-los i utilitzant-los com a escuts humans.
Dos dies després de l'alliberament de la ciutat, centenars de persones van començar a retornar després que la ciutat fos alliberada dels últims contingents gihadistes, tot i que la gran majoria de la ciutat estava en estat ruinós i ple de mines antipersona llençades per l'EI. A més a més, el subministrament d'electricitat, aigua i ajuda mèdica encara era inexistent. Degut a aquest allau de persones retornades, les SDF van començar a posicionar defenses als voltants de la ciutat per a possibles contraatacs islamistes i per a poder defensar la ciutat amb més facilitat.
El dia 15 d'agost, les SDF van emetre un comunicat enunciant els resultats del setge i l'ofensiva, aportant les següents dades:
- 75 dies de batalles
- 4.180 gihadistes abatuts
- 1.724 cossos de gihadistes abatuts capturats
- 112 presoners islamistes
- 114 vehicles destruïts, dels quals 37 amb metralladora, 26 morters i 5 katiuixa.
- 1.268 armes individuals
- 264 militants àrabs, kurds i d'altres orígens morts, membres de les SDF